# Exelearning

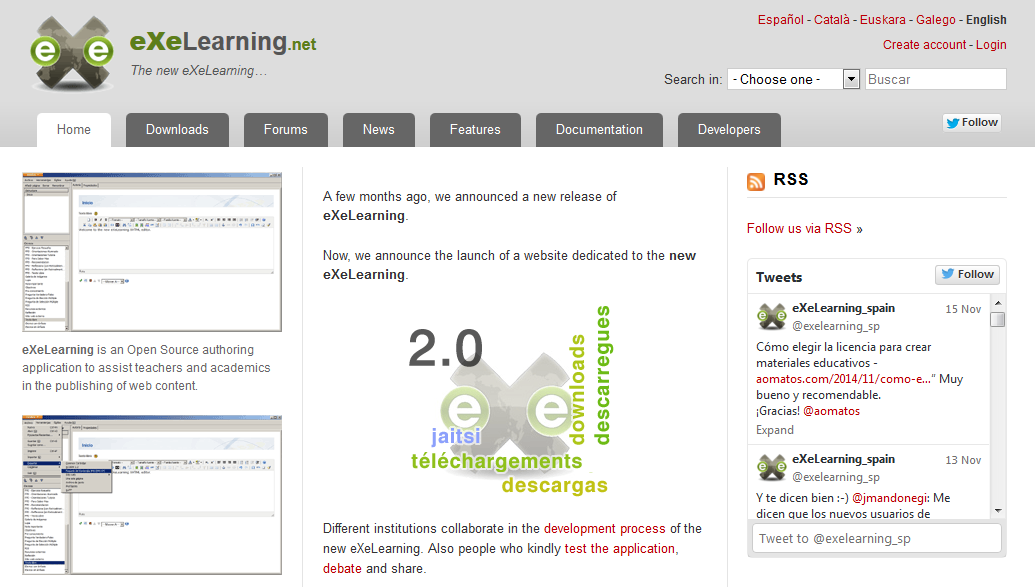
Exelearning - página na web

Exelearning ou eXeLearning é um software de código aberto que permite a professores e a acadêmicos a publicação de conteúdos didáticos em suportes digitais (CD, pendrive USB, na Web), sem necessidade de ser ou tornar-se especialista em HTML ou em XML.
Os meios criados no eXelearning podem ser exportados em formato de pacotes de conteúdo IMS, SCORM 1.2 ou IMS Common Cartridge, ou como páginas web simples e independentes.
O eXelearning se desenvolveu graças à colaboração do fundo da Comissão do Governo da Nova Zelândia para o Ensino Superior e foi dirigido pela Universidade de Auckland, a Universidade de Tecnologia de Auckland e Politécnica de Tairawhiti. Mais tarde, foi apoiada pela CORE Education, uma organização filantrópica educativa na Nova Zelânda para a investigação e o desenvolvimento educacional. Também tem sido auxiliado por um grupo global de participantes e de colaboradores.